# Superstars Series 2009
Superstars Series 2009 var ett race som kördes över åtta omgångar och 16 heat.

## Kalender
| Datum        | Bana       | Vinnare           | Märke    | Vinnare           | Märke    |
| ------------ | ---------- | ----------------- | -------- | ----------------- | -------- |
| 19 april     | Imola      | Max Pigoli        | Mercedes | Pierluigi Martini | Chrysler |
| 10 maj       | Adria      | Stefano Gabellini | BMW      | Pierluigi Martini | Chrysler |
| 7 juni       | Magione    | Gianni Morbidelli | BMW      | Pierluigi Martini | Chrysler |
| 21 juni      | Mugello    | Stefano Gabellini | BMW      | Stefano Gabellini | BMW      |
| 2 augusti    | Algarve    | Gianni Morbidelli | BMW      | Gianni Morbidelli | BMW      |
| 20 september | Vallelunga | Gianni Morbidelli | BMW      | Gianni Morbidelli | BMW      |
| 27 september | Mugello    | Roberto Russo     | BMW      | Kristian Ghedina  | BMW      |
| 18 oktober   | Monza      | Max Pigoli        | Mercedes | Gianni Morbidelli | BMW      |

## Slutställning
| Plats | Förare            | Märke    | Poäng |
| ----- | ----------------- | -------- | ----- |
| 1     | Gianni Morbidelli | BMW      | 197   |
| 2     | Stefano Gabellini | BMW      | 151   |
| 3     | Max Pigoli        | Mercedes | 129   |
| 4     | Roberto Papini    | BMW      | 121   |
| 5     | Pierluigi Martini | Chrysler | 114   |
| 6     | Kristian Ghedina  | BMW      | 109   |
| 7     | Mauro Cesari      | BMW      | 108   |
| 8     | Francesco Ascani  | BMW      | 62    |